# دانبرووا ویلکا (استان پودلاسکی)
دانبرووا ویلکا (به لهستانی:  Dąbrowa Wielka) یک روستا در لهستان است که در گمینا چژو واقع شده‌است. دانبرووا ویلکا ۱۶۰ نفر جمعیت دارد.